# Simão Luis
Simão Luis (* in Larantuka; † 1665)  war ein portugiesischer Kolonialoffizier. Er gehörte zu den Topasse, der katholischen Mestizenbevölkerung der Region.
1652 wurde Luis zum Kapitän (Capitão) von Solor und Timor, dem Oberbefehlshaber der Portugiesen in der Region. Unter seinem Kommando gründeten die Dominikaner, als Sicherung gegen die nun in die Region drängenden Niederländer, 1656 den Ort Lifau, der zum wichtigsten Stützpunkt der Portugiesen auf Timor wurde. Die Festung in Kupang war bereits 1653 von den Niederländern zerstört worden und der Ort endgültig am 27. Januar 1656 von ihnen erobert worden.
1665 wurde Luis zum ersten Generalkapitän (Capitão-mor) erhoben, doch Luis starb vor seiner offiziellen Amtseinführung. Ihm folgte António da Hornay, ein Hauptmann der Topasse, womit der Titelinhaber praktisch mit dem Herrscher und Oberbefehlshaber der Topasse gleichgesetzt wurde.